# Atractus lehmanni
Atractus lehmanni este o specie de șerpi din genul Atractus, familia Colubridae, descrisă de Boettger 1898. Conform Catalogue of Life specia Atractus lehmanni nu are subspecii cunoscute.